# 凡尔赛条约战争罪责条款
凡尔赛条约战争罪责条款亦即凡尔赛条约第231条款，通常被称为战争罪责条款。凡尔赛条约是在第一次世界大战结束後，巴黎和会与会国于1919年6月28日在法国凡尔赛签订之和约。根据条款，德国被迫承认发动战争的全部责任。

## 条款原文

### 译文
基于德国及其盟国之侵略行为，协约国之政府及其国民因战争而受害。协约国之政府确认并德国接受，德国必须就她及其盟国引致的一切损失与破坏负责。

### 性质
第231条款是《凡尔赛条约-第八部分-赔款》的第一条款，用作要求德国接受第八部分第233至247条款的依据。
第231条款本来没有其他名字。但后世的评论称之为“战争罪责条款”。

## 影响
除了上述条款，凡尔赛条约还规定德国割地赔款，造成其巨大经济损失与主权受损。由于当时刀刺在背传说在德国广泛流传，很多德国人都痛恨条约，尤其是战争罪责条款。原因是世界大战并非只是由德国引起，而战争责任亦不应由德国独力承担。德国共和政府因负责签署条约而受到猛烈批评。不少德国极端民族主义者怀恨在心，一直想谋求报复。1933年，纳粹党在德国崛起。其领袖阿道夫·希特勒为了赢得民众支持，便承诺撕毁凡尔赛条约。战争罪责条款是间接助长极端民族主义在德国崛起的重要因素。
基于此项条款，德国与法国和英国的关系一直欠佳。美国没有主动参与订立条款。